# قاسم‌بیگ حاجی‌بابابیگف
قاسم‌بیگ حاجی‌بابابیگف (ترکی آذربایجانی: Qasım bəy Hacıbababəyov) یک معمار سرشناس آذربایجانی بود.

## زندگی‌نامه
قاسم‌بیگ حاجی‌بابابیگف در سال ۱۸۱۱ در محل «ساری‌تورپاق» شهرستان شماخی چشم به دنیا گشود. دوره ابتدایی را مدرسه ای دینی گذراند. بعد در مدرسه ای به ادامه تحصیل پرداخت. پدر و برادر برزگ ترش «صمدبیگ» نیز معمار بودند. از سال ۱۸۴۸ فعالیت‌های شغلی خود را به عنوان دستیار معمار فرمانداری شماخی آغاز نمود. در سال ۱۸۵۶، سکان سمت معمار فرمانداری یادشده را در دست خود گرفت. تا سال ۱۸۶۸ ریاست سمت معمار کل شهر باکو و بین سال‌های ۱۸۶۸ الی ۱۸۷۴ نیز معمار کل شماخی را بر عهده داشت.
قاسم‌بیگ ابتدا معمار کل شماخی بود. بعد از وقوع زمین‌لرزه مهیبی که منجر به تخریب این شهر شد، مرکز فرمانداری به شهر باکو منتقل شد. وی نیز به باکو آمده و اینجا به فعالیت‌های خود ادامه داد.

## آثار
ساختمان‌های که به معماری قاسم‌بیگ بنا شده‌اند، از زیر قرار می‌باشند:
- میدان فانتین
- موزه ادبیات نظامی گنجوی (سال ۱۸۶۰). این بنا ابتدا کاروانسرا بود، که اخیراً به موزه تبدیل شده‌است.
- مجموعه سینمایی «ارس»
- بلوار باکو (۱۸۶۰–۱۸۶۱)
- پارک «سیسیانف»
- بنای مسکونی واقع در خیابان «ورونتسف» پلاک ۱ (۱۸۷۰)
- ساختمان‌های مسکونی واقع در خیابان «کریوایا» (۱۸۷۰)[۴]

1. ↑  Гаджибабабеков Касым-бек - архитектор". Baku pages
2. ↑  "Гаджибабабеков Касым-бек - архитектор". Наш Баку
3. ↑  DƏNİZ GƏZİNTİSİ. regionplus.az
4. ↑  "Бакинскому бульвару -100 лет /ФОТО/". 1news.az